# ريكي بونتنغ

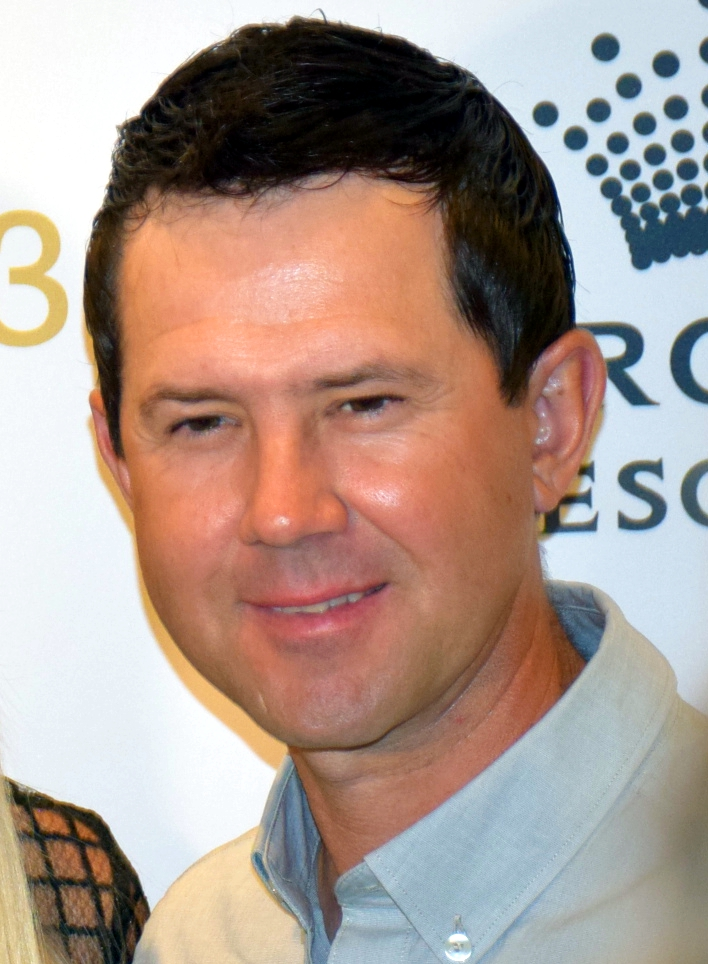
ريكي بونتنغ في سنة 2015

ريكي توماس بونتنغ (بالإنجليزية: Ricky Thomas Ponting)‏ هو لاعب كريكت أسترالي ولد في يوم 19 ديسمبر 1974 في مدينة لاونسستون في أستراليا، يعتبر واحد من أفضل الرماة في تاريخ الكريكت، لعب مع منتخب أستراليا الوطني للكريكت من سنة 1995 إلى سنة 2012 وأصبح قائد للمنتخب من سنة 2004 إلى سنة 2012. على صعيد الأندية لعب مع أندية تسمانيا تايغرس وهوبارت هوريكانس في دوري بيغ باش للكريكت، لعب أيضاً في الدوري الهندي للكريكت في كولكاتا نايت رايدرس.

## روابط خارجية
- ريكي بونتنغ على موقع إي آس بي آن كريك إنفو (الإنجليزية)
- ريكي بونتنغ على موقع اتحاد ألعاب الكومنولث (مؤرشف) (الإنجليزية)
- ريكي بونتنغ على موقع قاعة أستراليا للمشاهير الرياضية (الإنجليزية)